# Wredowsche Zeichenschule

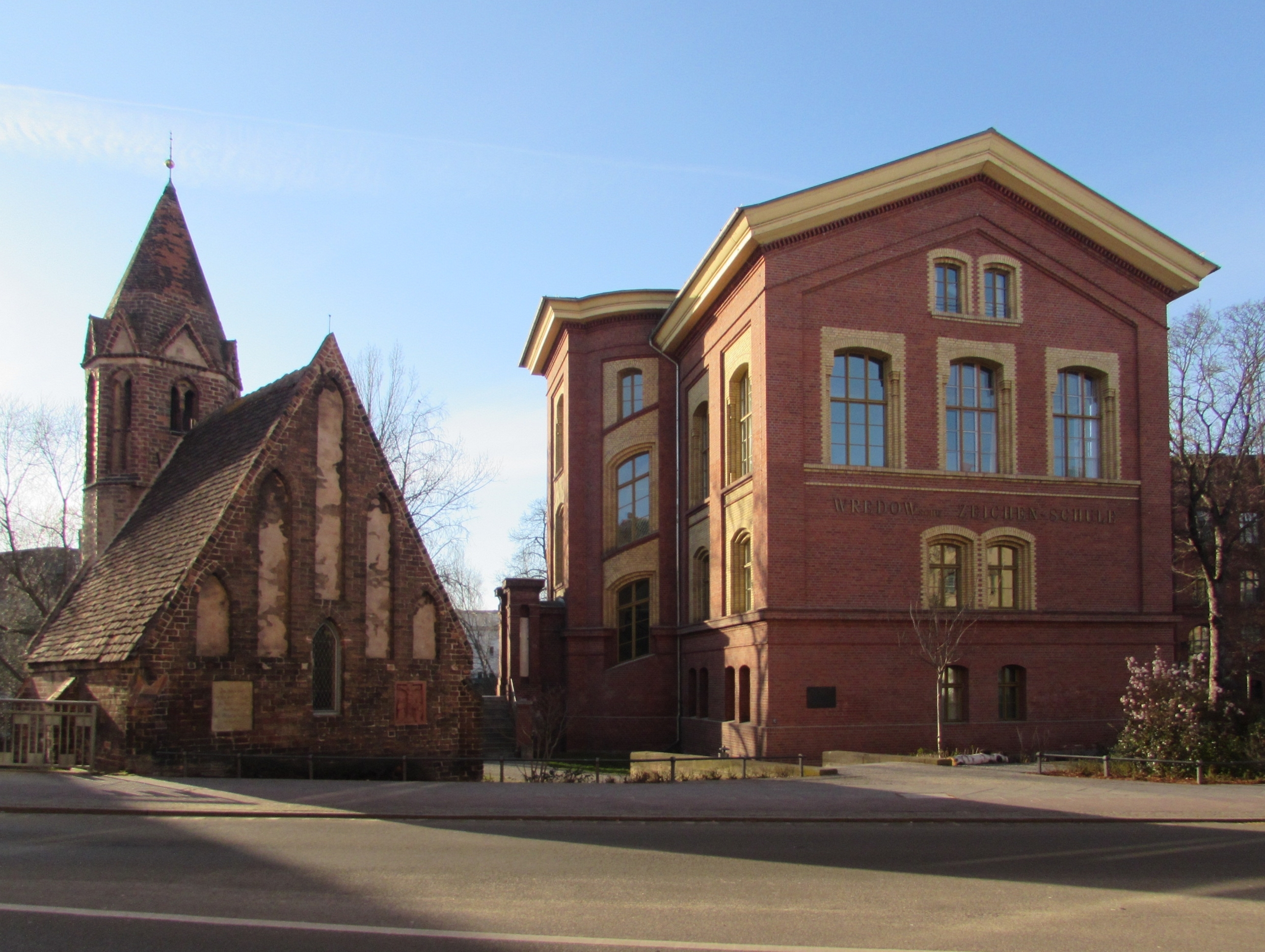
Rechts die Wredowsche Zeichenschule, links die Jakobskapelle

Die Wredowsche Zeichenschule (oder Wredow’sche Zeichenschule) ist eine Kunstschule in Brandenburg an der Havel, an der Kinder und Jugendliche vielseitig künstlerisch in den Fächern Malerei, Zeichnen, Grafik, Bildhauerei, experimentellem Gestalten und Werbedesign ausgebildet werden. Sie wird durch die Stiftung Wredow’sche Zeichenschule betrieben.

## Geschichte
Die Zeichenschule am Wredowplatz 1 geht auf den Zeichenlehrer August Köpke zurück. 1870 gründete der Brandenburger Handwerkerverein eine gewerbliche Zeichenschule. Diese wurde schon bald künstlerisch und finanziell maßgeblich vom Bildhauer August Julius Wredow unterstützt. Ziel war es, Handwerkern, Gewerbetreibenden und Interessierten den Umgang mit den Materialien und kunstgewerbliche Gestaltung zu lehren. Wredow stiftete eine große Summe und übergab Brandenburg seine Kunstsammlung unter der Bedingung, dass sie der Schule ein eigenes Gebäude errichten solle. In der Folge wurde das Schulhaus in der Brandenburger Neustadt nahe der Kapelle St. Jakob  gebaut, welches 1878 eingeweiht wurde. Unterrichtet wurden in erster Linie Gesellen und Meister der Handwerke, jedoch konnten sich auch Laien und interessierte Jugendliche künstlerisch ausbilden lassen. Gipsabdrücke, Stiche und Ornamente Wredows dienten als Anschauungs- und Unterrichtsmaterialien. Während des Zweiten Weltkrieges fand nur ein eingeschränkter Unterricht in der Wredowschen Zeichenschule statt. 1947 wurde die Schule durch den kommunistischen Oberbürgermeister Fritz Lange liquidiert, die Kunstwerke abtransportiert und vernichtet. Erst 1990 erfolgte die Wiederbegründung der Schule.
1990 wurde die Zeichenschule als Stiftung durch den Förderkreis Kunstschule Brandenburg wiedergegründet. Seit 1996 befindet sie sich unter ihrem historischen Namen wieder am angestammten Platz. Die Wredowsche Zeichenschule dient seither vor allem Kindern und Jugendlichen als Ausbildungsstätte für jegliches künstlerisches Schaffen und wird von der von Saldern-Gymnasium Europaschule, der Theodor-Fontane-Schule und der Volkshochschule der Stadt genutzt. 2012 wurde bei Sanierungsarbeiten ein Fahrstuhl angebaut und so die Zeichenschule barrierefrei gestaltet.

## Bauwerk
Das historistische Bauwerk ist ein monumentaler, zweistöckiger und unverputzter Backsteinbau. Er steht traufständig zum Wredowplatz. Es dominieren rote Klinker die Fassade. Das ausgebaute Kellergeschoss ist durch Gurtgesims von dem ersten Stockwerk optisch getrennt. Weitere Gesimse gestalten die Fassade. Die Fenster sind segmentbogig gestaltete Sprossenfenster. Sie nehmen an Größe vom Keller zum Obergeschoss an Größe zu. Die Fenster des ersten und zweiten Stockwerks sind unter den Traufen in stockwerkübergreifende, mit gelben Klinkern gestaltete Blenden eingearbeitet. Unter dem Giebel zur den Platz tangierenden Jacobstraße sind die Fenster einzeln gelb umrandet. Die Fensteröffnungen des ersten Stocks sind dreifach abgestuft in das Mauerwerk gearbeitet. Im Obergeschoss sind sie im unteren Anteil ebenfalls abgestuft gestaltet. Jedoch verliert sich diese Abstufung auf einer etwa vier Fünftel der Fensterhöhe. Das Giebel- und das Traufgesims wird von einem Sägezahnfries begleitet.
Zum Jacobsgraben befindet sich das Treppenhaus in einem deutlich vorspringenden Mittelrisalit. Dieser ist seitlich abgerundet. In diesem befindet sich das aus dem Baukörper herausstehende Portal, welches über eine dreizehnstufige, von zwei Seiten begehbare Freitreppe erreicht wird. Das Dach der Wredowschen Zeichenschule ist ein flaches Satteldach mit weitem Überstand. An der Nordwestwand befindet sich ein einstöckiger Anbau und ein in Beton- und Glasbauweise angefügter Fahrstuhlschacht.

## Bekannte Lehrer und Schüler

### Lehrer
- Walter Garski, war Zeichenlehrer an der Saldria und arbeitete zudem in der Wredowschen Zeichenschule
- Bodo Henke, 1990 bis 1995 Dozent an der Wredowschen Zeichenschule
- Wilhelm Kuh, war von 1923 bis 1928 Direktor der Wredowschen Zeichenschule
- Karl Säwert, war von 1929 bis Kriegsende Lehrer an der Wredowschen Zeichenschule

### Schüler
- Thomas Bartel, ab 1988 Mitglied des sogenannten Dienstagsateliers an der Wredowschen Zeichenschule, Gründungsmitglied des Förderkreises der Zeichenschule
- Georg Hülsse, besuchte von 1934 bis 1937 die Wredowsche Zeichenschule in Brandenburg
- Gerhard Wolf, besuchte von 1928 bis 1935 die Wredowsche Zeichenschule in Brandenburg